# Record del mondo del nuoto per salvamento
I record del mondo del nuoto per salvamento sono ratificati dalla Federazione Internazionale di Salvamento (ILS). I record possono essere stabiliti nelle categorie: assoluto, junior e master. I junior vanno dai 15 ai 18 anni, mentre i master iniziano ai 30 anni e sono raggruppati in gruppi di età di cinque anni. La prova dei 100m nuoto con ostacoli è disponibile solo per i master senior (50 anni e oltre).

## Uomini

### 200m Nuoto con ostacoli
| Categoria | Record   | Atleta           | Nazione       | Club      | Data       | Luogo     | Ref   |
| --------- | -------- | ---------------- | ------------- | --------- | ---------- | --------- | ----- |
| Assoluto  | 01'53.16 | Bradley Woodward | Australia     | Nazionale | 22.11.2019 | Warendorf | [ 4 ] |
| Junior    | 01'56.74 | Zac Reid         | Nuova Zelanda | Nazionale | 24.11.2018 | Adelaide  | [ 5 ] |

### 50m Trasporto manichino
| Categoria | Record   | Atleta              | Nazione  | Club                   | Data       | Luogo    | Ref   |
| --------- | -------- | ------------------- | -------- | ---------------------- | ---------- | -------- | ----- |
| Assoluto  | 00'27.27 | Danny Wieck         | Germania | Nazionale              | 22.07.2017 | Wroclaw  | [ 6 ] |
| Junior    | 00'28.99 | Giovanni Mastorilli | Italia   | asd il Gabbiano Napoli | 25.05.2024 | Riccione |       |

### 100m Trasporto manichino con pinne
| Categoria | Record   | Atleta           | Nazione  | Club                                  | Data       | Luogo     | Ref                                         |
| --------- | -------- | ---------------- | -------- | ------------------------------------- | ---------- | --------- | ------------------------------------------- |
| Assoluto  | 00'43.61 | Davide Cremonini | Italia   | G.S. Vigili del Fuoco G. Salza Torino | 23.05.2025 | Riccione  | https://www.youtube.com/watch?v=0Zfz1KK_I28 |
| Junior    | 00'45.96 | Marco Hetfeld    | Germania | DLRG Schwerte                         | 26.05.2019 | Magdeburg |                                             |

### 100m Traino manichino con pinne Torpedo
| Categoria | Record   | Atleta          | Nazione   | Club                    | Data       | Luogo      | Ref   |
| --------- | -------- | --------------- | --------- | ----------------------- | ---------- | ---------- | ----- |
| Assoluto  | 00'47.68 | harrison hynes  | Australia | Australia National Team | 29.08.2024 | Southport  | [ 7 ] |
| Junior    | 00'50.01 | Alberto Turrado | Spagna    | C.D. SOS La Baneza      | 08.05.2021 | Torrevieja |       |

### 200m Super Lifesaver
| Categoria | Record   | Atleta             | Nazione | Club                                  | Data       | Luogo    | Ref   |
| --------- | -------- | ------------------ | ------- | ------------------------------------- | ---------- | -------- | ----- |
| Assoluto  | 02'02.98 | Francesco Ippolito | Italia  | ASD Gorizia Nuoto                     | 25/05/2023 | Riccione | [ 8 ] |
| Junior    | 02'07.07 | Davide Cremonini   | Italia  | G.s. Vigili del Fuoco G. Salza Torino | 01.10.2022 | Riccione |       |

### 100m Percorso misto
| Categoria | Record   | Atleta             | Nazione | Club          | Data       | Luogo              | Ref   |
| --------- | -------- | ------------------ | ------- | ------------- | ---------- | ------------------ | ----- |
| Assoluto  | 00'57.66 | Francesco Ippolito | Italia  | Gorizia Nuoto | 27.01.2021 | Lignano Sabbiadoro | [ 9 ] |
| Junior    | 59,64    | Simone Locchi      | Italia  | nazionale     | 19.11.2022 | Warendorf          |       |

## Donne

### 200m Nuoto con ostacoli
| Categoria | Record   | Atleta         | Nazione | Club                   | Data       | Luogo     | Ref |
| --------- | -------- | -------------- | ------- | ---------------------- | ---------- | --------- | --- |
| Assoluto  | 02'01.88 | Lu Ying        | Cina    | Nazionale              | 23.07.2009 | Kaohsiung |     |
| Junior    | 02'03.89 | Giulia Vetrano | Italia  | Centro Nuoto Nichelino | 28.05.2022 | Riccione  |     |

### 50m Trasporto manichino
| Categoria | Record   | Atleta    | Nazione  | Club             | Data       | Luogo     | Ref    |
| --------- | -------- | --------- | -------- | ---------------- | ---------- | --------- | ------ |
| Assoluto  | 00'32.69 | Nina Holt | Germania | DLRG Harsewinkel | 06.05.2023 | Stuttgart | [ 10 ] |
| Junior    | 00'34.04 | Nina Holt | Germania | Nazionale        | 20.02.2021 | Warendorf |        |

### 100m Trasporto manichino con pinne
| Categoria | Record   | Atleta            | Nazione | Club                | Data       | Luogo    | Ref |
| --------- | -------- | ----------------- | ------- | ------------------- | ---------- | -------- | --- |
| Assoluto  | 00'49.30 | Lucrezia Fabretti | Italia  | in sport rane rosse | 23.04.2022 | milano   |     |
| Junior    | 00'49.33 | Lucrezia Fabretti | Italia  | Nazionale           | 22.09.2019 | Riccione |     |

### 100m Traino manichino con pinne Torpedo
| Categoria | Record   | Atleta           | Nazione | Club                           | Data       | Luogo    | Ref    |
| --------- | -------- | ---------------- | ------- | ------------------------------ | ---------- | -------- | ------ |
| Assoluto  | 00'55.40 | Federica Volpini | Italia  | GS Fiamme Oro Roma             | 25.05.2019 | Riccione | [ 11 ] |
| Junior    | 00'58.51 | masha giordano\| | Italia  | athena sporting club bracciano | 25.07.2022 | gorizia  |        |

### 200m Super Lifesaver
| Categoria | Record   | Atleta          | Nazione   | Club                    | Data       | Luogo       | Ref |
| --------- | -------- | --------------- | --------- | ----------------------- | ---------- | ----------- | --- |
| Assoluto  | 02'16.07 | Magali Rousseau | Francia   | Aqualove Sauvetage      | 28.05.2022 | Saint Maloo |     |
| Junior    | 02'22.32 | Lani Pallister  | Australia | Alexandra Headland SLSC | 23.11.2019 | Warendorf   |     |

### 100m Percorso misto
| Categoria | Record   | Atleta           | Nazione  | Club                | Data       | Luogo     | Ref |
| --------- | -------- | ---------------- | -------- | ------------------- | ---------- | --------- | --- |
| Assoluto  | 01'06.89 | Nina Holt        | Germania | DLRG Harsewinkel    | 07.05.2023 | Stuttgart |     |
| Junior    | 01'10.03 | Martina Laurenti | Italia   | In Sport Rane Rosse | 04.02.2024 | Riccione  |     |